# 대한민국 청소년옴부즈만
청소년옴부즈만(Ombudsteen, The Youth Ombudsman of Korea)은 국무총리가 위촉한, 2004년 12월부터 2006년까지 존재한 노무현 정부 시절의 독립적 정부기관이었다. 다른 문화관광부 및 청소년위원회 관계 기관과는 달리, 시민단체와 관계 기관의 동의를 받아 임명했다. 청소년에 대한 각종 불편한 규제와 애로를 발굴하여 개선하는 정부기관이었다.

## 명칭
브랜드명으로는 옴부즈만(Ombudsman)과 틴에이져(Teenager)의 합성어인 Ombudsteen을 이용하였는데, 청소년의 대변인, 청소년권리의 대리인으로서 권리를 침해받는 청소년. 다양한 형태로 어려움을 겪고 있는 청소년을 위해 그들의 고충을 함께 나누고, 고충 처리를 위해 담당기관에 의견을 제시하고, 대안을 찾아 해결을 모색하는 활동은 물론 청소년 인권의 중요성을 알리고 청소년 스스로 권리의식을 갖고 생활할 수 있게 도움을 주는 자라는 뜻이다.

## 역사
2004년 11월에 40여명의 청소년 옴부즈만을 선발 계획을 수립하였고, 2005년 7월부터 지역별 청소년 옴부즈만을 선발한 후 총 300여명의 청소년 옴부즈만이 발족되어 본격적으로 활동하였다. 2006년 청소년위원회가 국가청소년위원회로 확대개편되면서 폐지되었다.